# 100 Years
100 Years: The Movie You Will Never See
Pour plus de détails, voir Fiche technique et Distribution.
100 Years (100 Years: The Movie You Will Never See) est un film français, tourné en anglais, dont la sortie est programmée dans une centaine d'années. Le film, qui s'accompagne d'une opération marketing, a été réalisé en 2015 par Robert Rodriguez en collaboration avec la maison de cognac Rémy Martin et sa sortie est prévue en 2115.

## Concept
Le film a été réalisé et achevé en 2015 et sa sortie est prévue en novembre 2115,.
Le titre du film fait référence aux 100 ans qu'il faut pour qu'une bouteille de cognac Louis XIII soit livrée aux consommateurs.
La copie unique de ce film a été placée dans un coffre-fort sur mesure fait de verre blindé, équipé d’une minuterie affichant l’heure et la date et tenant le décompte des 100 prochaines années. Ce coffre-fort ne pourra s'ouvrir que lorsque le compte à rebours sera terminé, soit le 18 novembre 2115.
Il s'agit avant tout d'une campagne de communication dont le cognac Louis XIII est le mécène.

## Synopsis
Conformément à la campagne marketing visant à promouvoir le temps nécessaire pour concevoir et affiner chaque bouteille de cognac, le contenu du film est tenu secret et ne sera révélé que lors de sa sortie en 2115.

## Fiche technique
Sauf indication contraire, les informations mentionnées dans cette section peuvent être confirmées par la base de données cinématographiques IMDb,  présente dans la section « Liens externes ».
- Titre : 100 Years
- Titre complet : 100 Years: The Movie You Will Never See
- Réalisation : Robert Rodriguez
- Scénario : John Malkovich
- Photographie : Claudio Miranda
- Montage : Robert Rodriguez, Rémy Rodriguez
- Société d'effets spéciaux : Mikros Image
- Sociétés de production : Kouz Production, Moonwalk Films, Troublemaker Studios
- Pays de production :  France
- Langue originale : anglais
- Format : couleur - 1,78:1 - SxS
- Genre : drame, science-fiction
- Durée :
- Dates de sortie : 18 novembre 2115

## Distribution
- Shuya Chang : l’héroïne
- John Malkovich : le héros
- Marko Zaror : le mauvais garçon

## En marge du film
Une chanson 100 Years composée par Pharrell Williams, toujours en collaboration avec le cognac Louis XIII de la maison Rémy Martin, enregistrée en 2017, sortira en novembre 2117,.